# Pabellón de España de la Exposición Universal de París de 1900
El Pabellón Español fue un edificio que formó parte de la Exposición Universal de París de 1900, obra del arquitecto José Urioste.

## Descripción

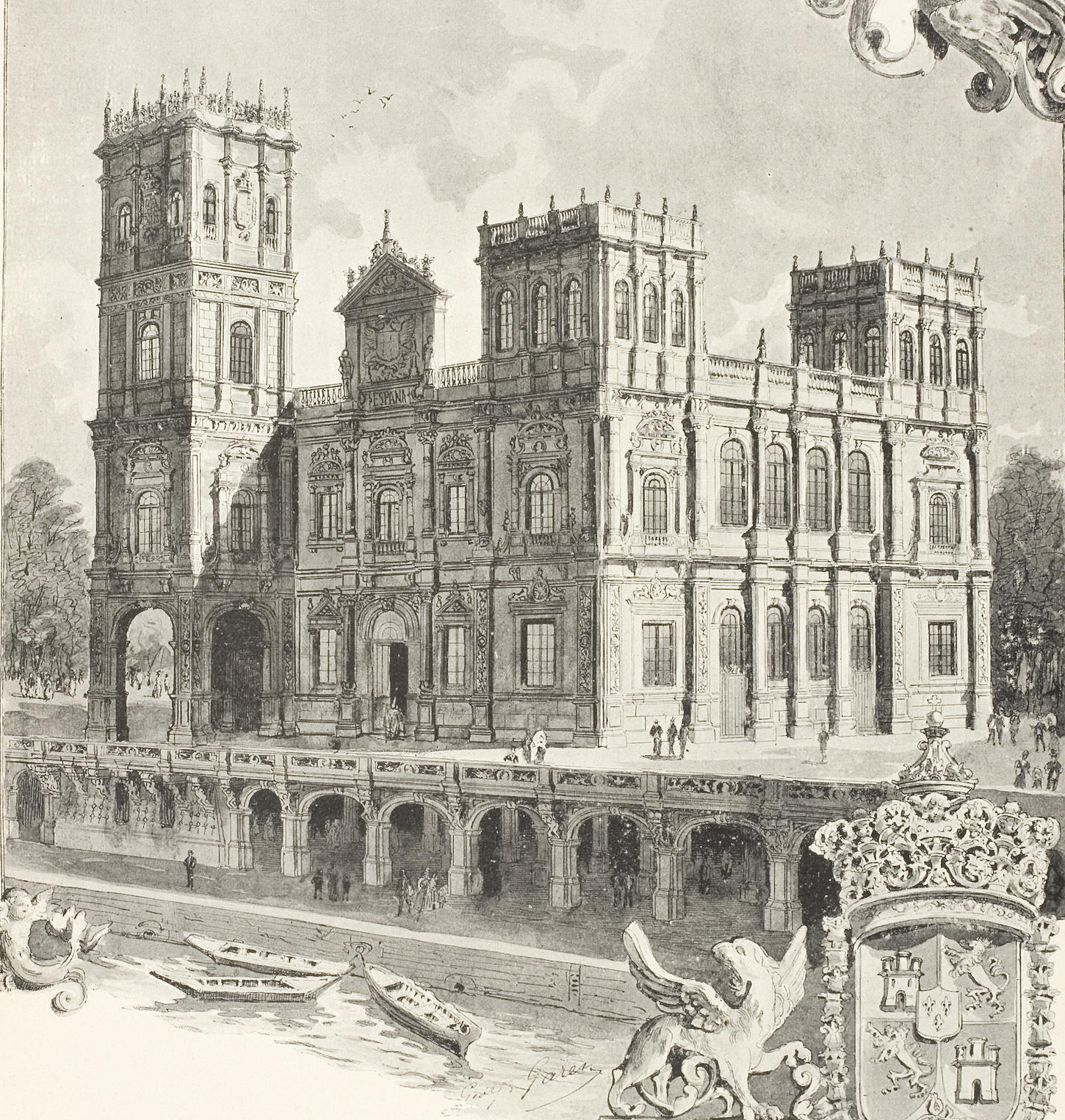
Grabado del pabellón

Se ubicó junto al río Sena, en el Quai d'Orsay, entre los puentes de los Inválidos y del Alma. El área que ocupó tenía unas dimensiones de 25 x 28,5 m y se hallaba entre los pabellones de Alemania y Mónaco. La altura de la torre sería de 26 metros.
Urioste, el arquitecto encargado de su erección, habría tomado como base para su proyecto edificios como los de la Universidad de Alcalá y Universidad de Salamanca, la fachada principal del alcázar de Toledo y el Palacio de Monterrey.
En palabras de Luis María Cabello Lapiedra, el proyecto habría conseguido «armonizar los distintos tipos de la época de arte adoptada, produciendo un conjunto verdaderamente bello y original, tanto en su disposición y traza como en la composición de los alzados». El edificio, cuya traza respondía a un estilo neoplateresco, tuvo un notable éxito entre la crítica.